# Loricariichthys melanocheilus
Loricariichthys melanocheilus är en fiskart som beskrevs av Roberto Esser dos Reis och Pereira 2000. Loricariichthys melanocheilus ingår i släktet Loricariichthys och familjen Loricariidae. Inga underarter finns listade i Catalogue of Life.